# Els nens de Rússia
Els nens de Rússia és una pel·lícula documental, dirigida per Jaime Camino l'any 2001. Ha estat doblada al català i emesa per TV3 el 31 de gener de 2004.

## Argument
Durant la Guerra Civil espanyola (1936-1939), milers de nens espanyols van ser evacuats a diferents països per a allunyar-los de les penúries del conflicte. Aproximadament, tres mil nens van ser acollits per la Unió Soviètica. A través del testimoniatge de diversos d'aquests "nens", avui septuagenaris, el film indaga en la seva peripècia, alhora que narra dramàticament els fets. El que era en principi una evacuació temporal es va convertir en un llarg viatge, del qual molts no van poder tornar fins a vint anys després. La victòria de Franco, la invasió de la URSS pels exèrcits alemanys en 1941, amb els sofriments de la Segona Guerra Mundial, les característiques del sistema estalinista, l'educació soviètica dels nens i el seu difícil retorn a Espanya (en molts casos impossible) van ser els esdeveniments que van marcar les seves vides.

## Premis i nominacions
XVI Premis Goya
- Goya a la millor pel·lícula documental (nominada)[3]

Seminci
- Premi Secció Tiempo de Historia.[4]

Premis Turia
- Premi al millor documental.[5]